# Метантенк

Аварійний Метантенк на Бортницькій станції аерації

Метанте́нк, метанта́нк (англ. methane tank, нім. Abwasserfaulraum m, geschlossener Faulraum m) — штучний резервуар великої ємності (до декількох тис. м3) для біологічної переробки (так званого метанового зброджування за допомогою бактерій-мінералізаторів та інших мікроорганізмів) органічного осаду стічних вод без доступу повітря.
Резервуар є герметичним ферментером об'ємом від декілька кубічних метрів з перемішуванням, який обов'язково обладнується газовіддільниками з протиполум'яними пастками.
Працюють метантенки в безперервному або періодичному режимі завантаження відходів чи стічних вод з постійним відбором біогазу і вивантаженням твердого осаду після завершення процесу.